# Circle Line Sightseeing Cruises
La Circle Line Sightseeing Cruises es una compañía de botes turísticos en Manhattan, Nueva York. Su principal negocio es realizar tours guiados en la ciudad de Nueva York desde su base en el embarcadero 83 en el barrio de Hell's Kitchen.

## Historia
Circunnavegación de Manhattan se hizo posible en 1905 con la construcción del canal de embarcaciones de Harlem, el primer viaje regular fue realizado por el Tourist capitaneado por John Roberts en 1908.
El 15 de junio de 1945, Joe Moran y otros socios fusionaron varias compañías para formar Circle-Line Sightseeing Yachts, ofreciendo tours en bote de Nueva York zarpando de Battery Park.

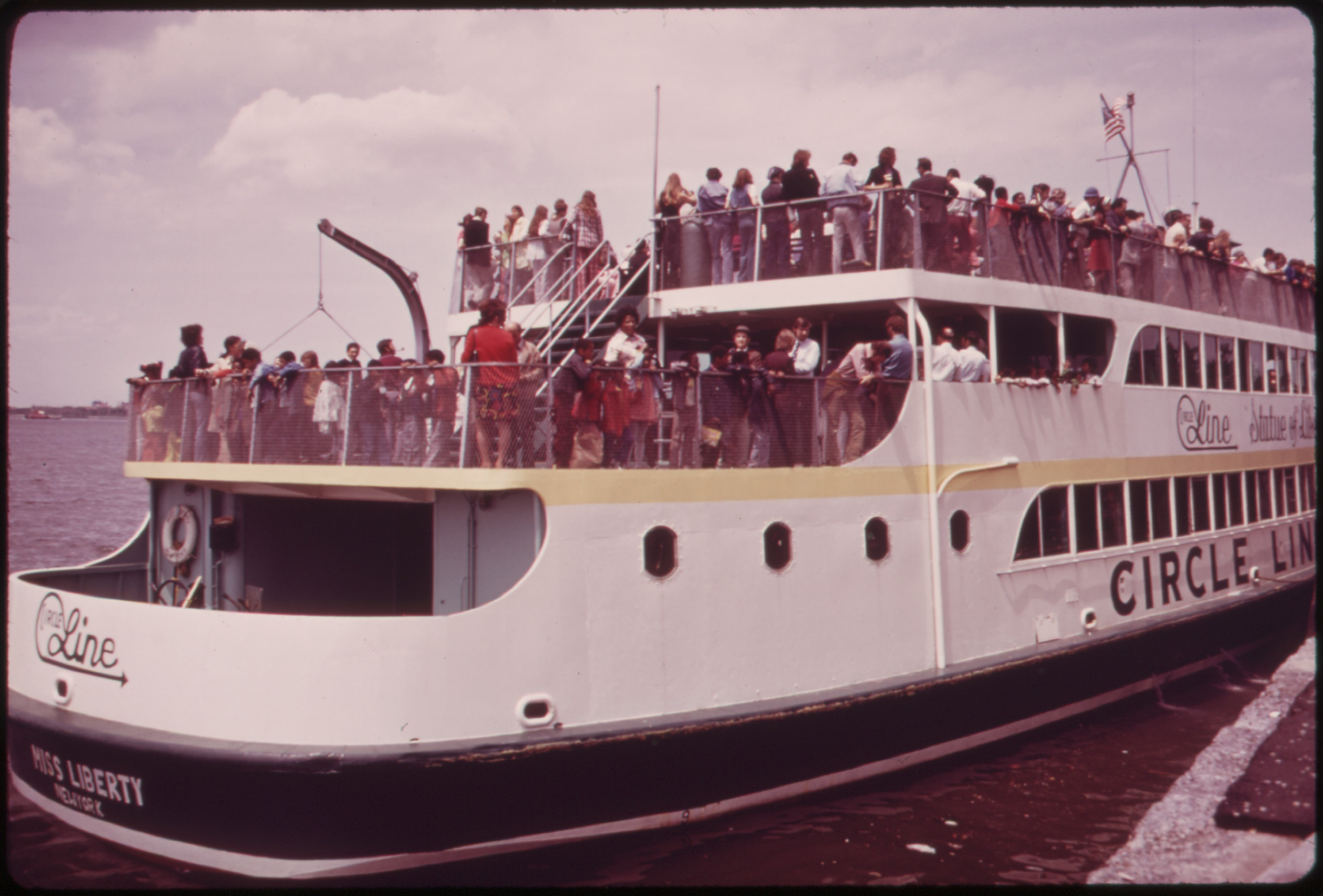
Crucero Circle Line, 1973. Foto de Arthur Tress.

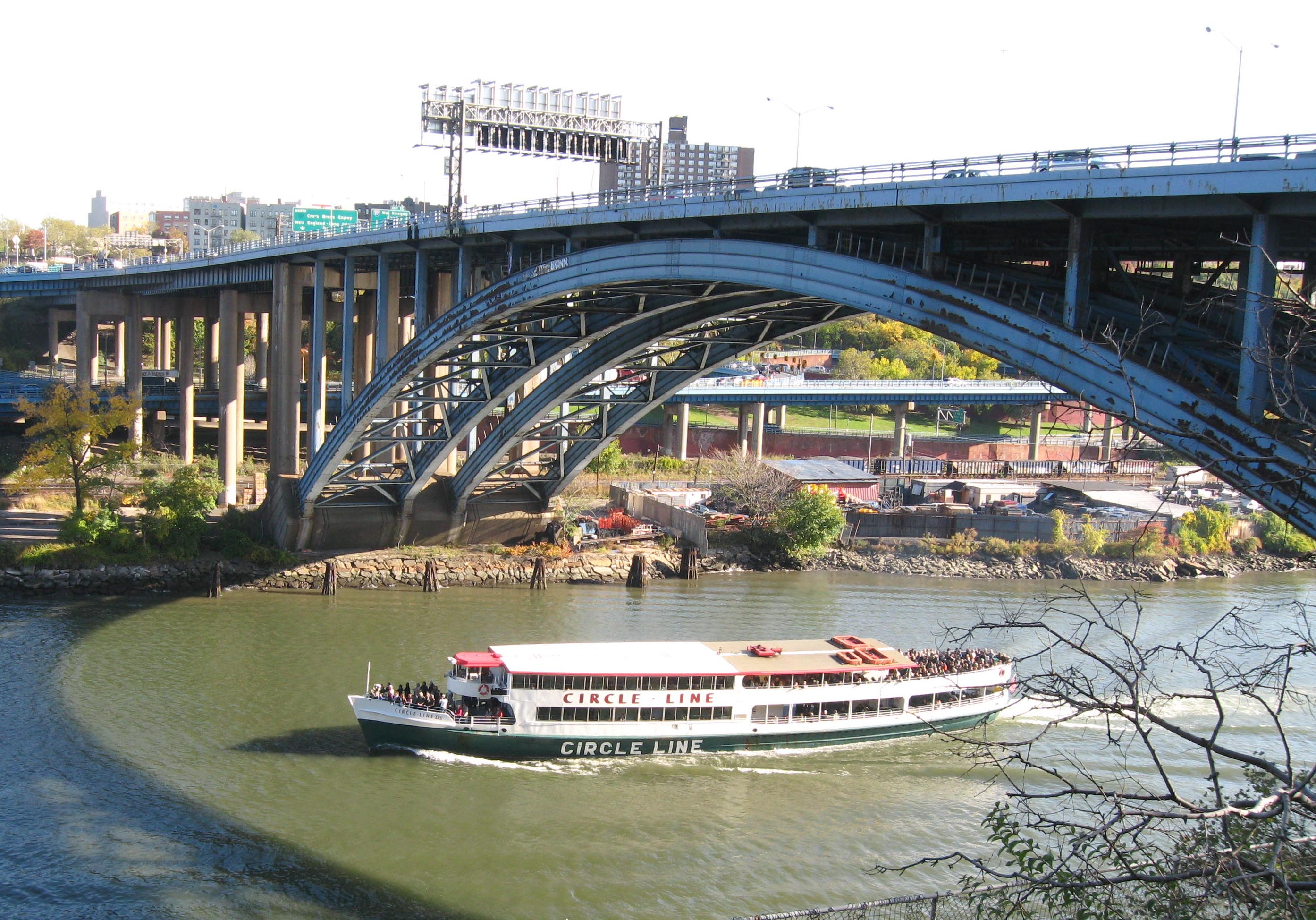
El Circle Line XVII navegando por el Harlem River

En 1955, empezó sus operaciones en el embarcadero 83 en Midtown. En 1962, adquirió el famoso Hudson River Day Line, manteniéndolo como una marca separada hasta 1985.

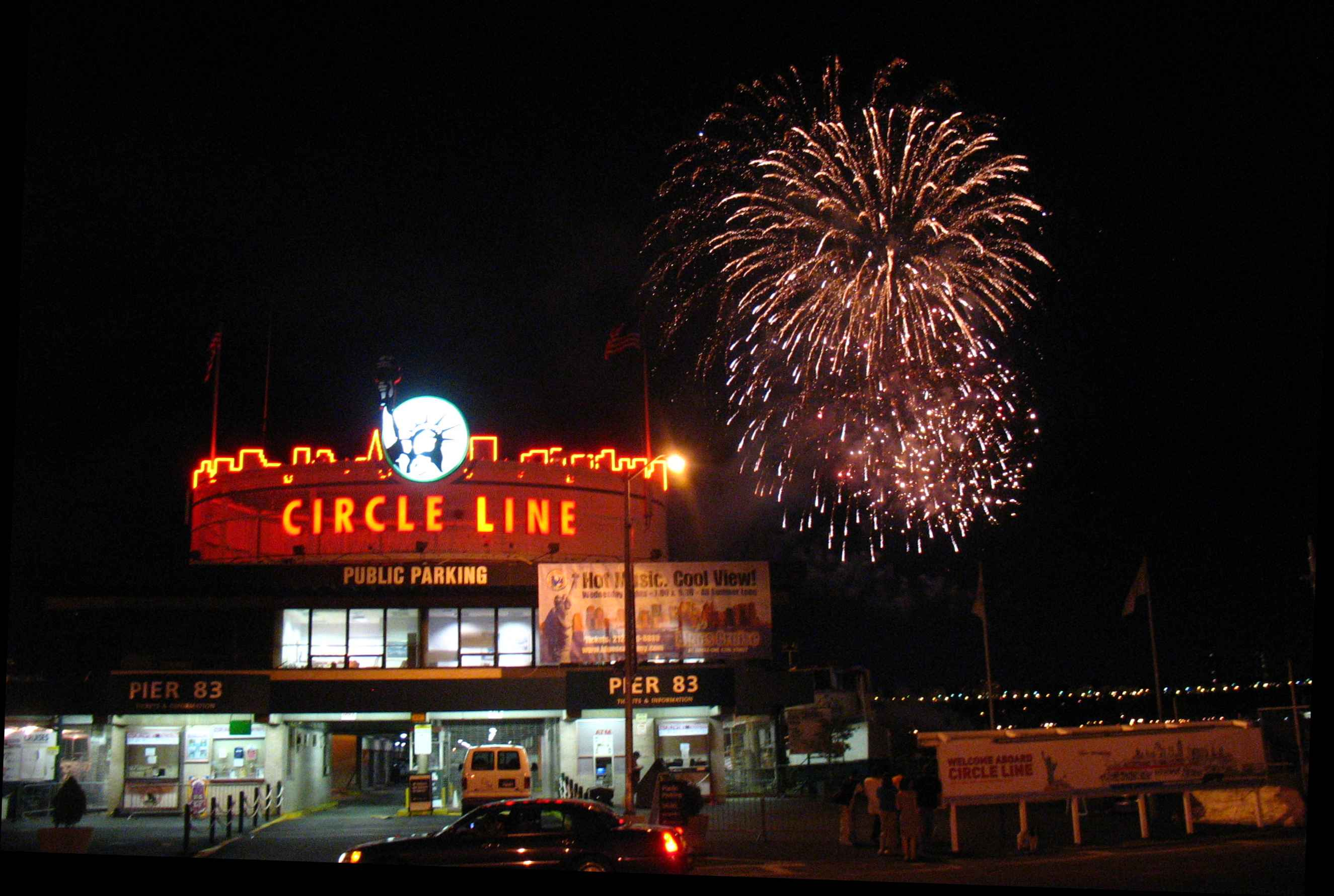
Fuegos artificiales en el embarcadero 83 en el 2006.

En 1981, la Circle Line se escindió en dos compañías: Circle Line Sightseeing Cruises y Circle Line Downtown.
En 1988, la compañía adquirió World Yacht's y sus operaciones de cruceros de lujo desde los embarcaderos de Chelsea -  actualmente World Yacht Dining Cruises.  En 1998, la compañía con sede en la calle 42 también lanzó The Beast, una lancha de velocidad que lleva a los turistas alrededor de la Estatua de la Libertad a 72 kph. 
En el 2007, el United States National Park Service informó que iba a culminar la franquicia de Circle Line Liberty y otorgó un contrato por 10 años a Hornblower Cruises que proveé el servicio a Isla de Alcatraz1Alcatraz. Se señaló en el anuncio que desde 1953, Circle Line había transportado 70 millones de personas a Liberty Island. Entre los elementos citados en la transferencia estuvo el hecho de que se tenía una nueva flota (aunque Hornblower tendría que comprar los botes de Circle Line) y la posibilidad de establecer un nuevo servicio al Área Nacional de Recreación Gateway.  The New York Times reportó eel 8 de diciembre del 2007 que el precio de los botes de Circle Line a venderse a Hornblower estaba en arbitraje, obligando a Hornblower a traer sus propios botes nuevos.
En el 2009, Circle Line recibió el tercero de los tres veleros nuevos construidos por Gladding-Hearn Shipbuilding en Somerset, Massachusetts.
En enero del 2017, Circle Line Sightseeing Cruises compró New York Water Taxi - entre los activos adquiridos estuvo la antigua marca de la compañía "Circle Line Downtown", reuniendo ambas marcas "Circle Lines" bajo un solo propietario.

## Premios
Circle Line fue premiada con honores por dos alcaldes de Nueva York.
En 1985, el entonces alcalde Ed Koch proclamó el 23 de abril como "Circle Line Day." Aproximadamente 20 años después el actual alcalde Mike Bloomberg proclamó el 17 de septiembre como el "Circle Line Sightseeing Cruises Day" en el 2008.

## Rescate

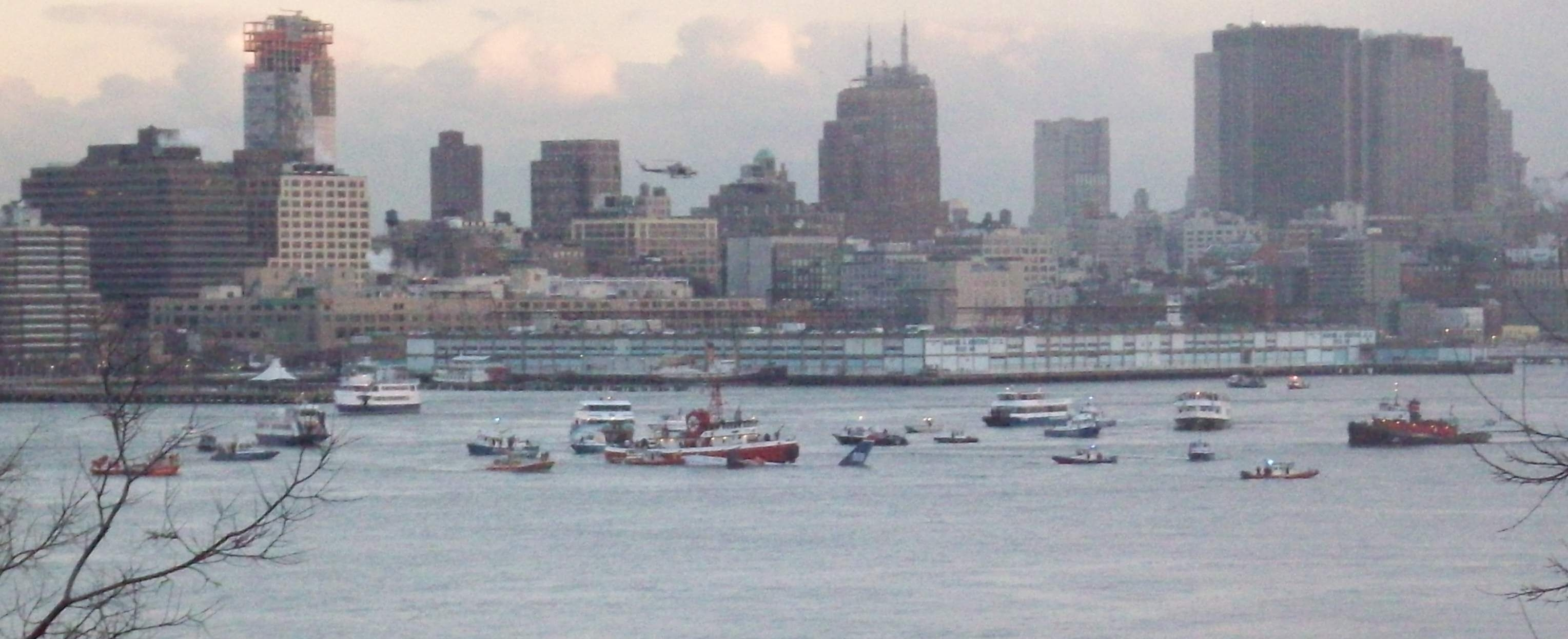
El avión en el río Hudson rodeado por guardacostas, bomberos y policías. Ty transbordadores

En el 2001, los veleros Circle Line ayudaron a transportar a las víctimas de los ataques del 11 de septiembre en la evacuación marítima que los siguió. Muchos fueron trasladados a lo que ha sido desde entonces el Hudson Riverfront 9/11 Memorial en Weehawken, Nueva Jersey.
Luego que el vuelo 1549 de US Airways fue obligado a aterrizar en el río Hudson en el 2009, los veleros de Circle Line Sightseeing estuvieron entre los primeros en acudir al rescate.

## Flota
Actualmente, Circle Line Sightseeing opera 8 veleros con otros dos que se encuentran en construcción incluyendo:
- Sightseer XII - comisionado en 1933 como el bote patrulla de la Guardia Costera de los Estados Unidos Argo, vendido en 1955 y luego adquieiro por Circle Line.
- Circle Line XVI - comisionado en 1934 como el bote patrulla de la Guardia Costera de los Estados Unidos Nike, puesto fuera de servicio en 1964 y vendido a Circle Line en 1966.
- Circle Line XVII - comisionado en 1934 como el bote patrulla de la Guardia Costera de los Estados Unidos Triton, puesto fuera de servicio en 1967 y vendido a Circle Line in 1973.
- Circle Line Manhattan - construido a pedido en el 2008 para reemplazar Circle Line XI.
- Circle Line Brooklyn - construido a pedido en el 2009.
- Circle Line Queens - construido a pedido en el 2009.
- The Beast - lancha de velocidad que entró en servicio con Circle Line en el 2011.
- Circle Line Bronx - construido por Gladding-Hearn Shipbuilding y entregado en enero del 2017.[6]
- Circle Line Staten Island - construido por Gladding-Hearn Shipbuilding y entregado en mayo del 2017.[7]
- Circle Line Liberty - construido por Gladding-Hearn Shipbuilding y entregado en marzo del 2018.[8]

El Bronx, el Staten Island, y el Liberty forman la nueva clase Empire de Circle Line que dicen ser de última generación e incluyen comodidades modernas como pantallas digitales y sistemas de sonido mejorados.
Adicionalmente, mientras estuvo retirado de servicio, el Circle Line X fue mantenido por Circle Line. El Circle Line X fue originalmente construido para la Armada de los Estados Unidos en 1944 como el buque para desembarco de infantería matriculado USS LCI(L)-758. El 758 participó en varios desembarcos durante la campaña del Pacífico de la Segunda Guerra Mundial, incluyendo Leyte, Ormoc Bay, Mindoro, y la Invasión del golfo Lingayen. El 758 fue decomisioniado en 1946 y vendido a Circle Line, que lo convirtió en un velero turístico y lo renombró Circle Line X. Sirvió en este rol hasta su retiro en el 2007 y el 2015, Circle Line planea convertirlo en un museo flotante en el embarcadero 83.

## Actualidad

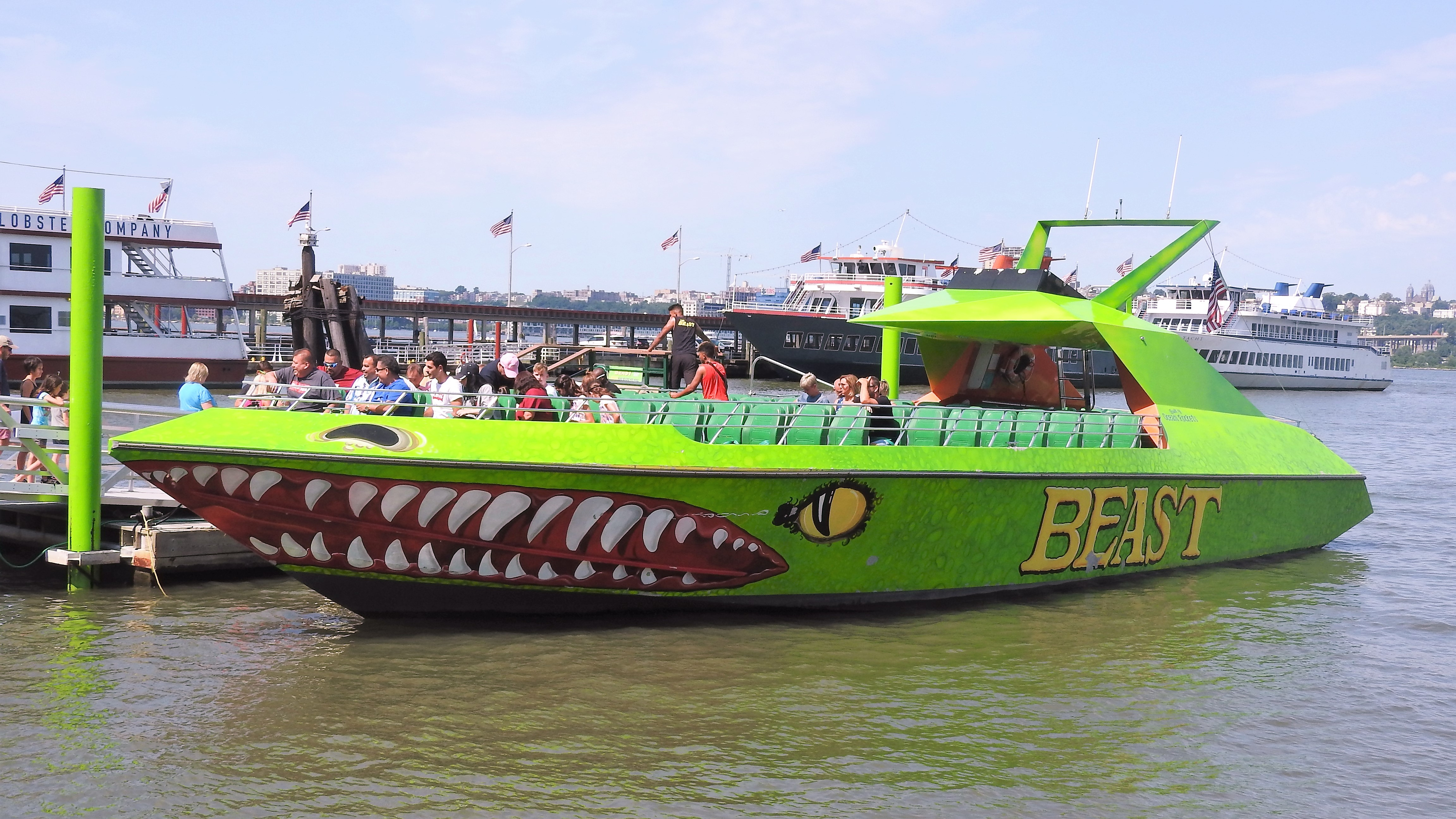
The Beast se prepara para zarpar

Circle Line Sightseeing continúa operando en el río Hudson y se dedica exclusivamente a turismo. 

### Tipos de cruceros
- Full Island Cruise - navega toda la isla de Manhattan.
- Semi Circle Cruise - navega la mitad de la isla de Manhattan, ida y vuelta.
- Liberty Cruise - navega directamente y rodea la Estatua de la Libertad y Ellis Island.
- Harbor Lights Cruise - hace la misma ruta que el Semi Circle cruise pero al anochecer.
- The BEAST Speedboat Ride - La primera lancha de velocidad de Nueva York, navega a 72 kph en el río Hudson hasta la Estatua de la Libertad, ida y vuelta.
- Special Events Cruises - Santa Cruise, Noche de Año Nuevo, etc.
- Kids Cruises - Cruceros temáticos especialmente diseñados para niños, frecuentemente con entretenimiento para niños.
- Chárteres privados
- Grupos